# ROBE
『ROBE』（ローブ）は、シンガーソングライター・IKUの2作目のアルバムである。

## 概要
北海道を拠点に活動するシンガーソングライター・IKUの2枚目のアルバム。今作ではI'veの高瀬一矢に代わり、前作の『ユアウエア』にて「ささやかなこと」を提供した音楽制作グループ『Barbarian On The Groove』がサウンド・プロデュースを行っている。
アルバムタイトルの由来は、前作の「ユアウエア」が洋服関係であることから、今回のタイトルも身に纏う「ローブ」から来ている。

## 収録曲
1. Pray〜祈り〜
作詞：IKU、作曲・編曲：Barbarian On The Groove
UHF各局など放送のテレビアニメ『とある魔術の禁書目録II』第23話 挿入歌
2. 疾走感
作詞：IKU、作曲・編曲：mo2
3. ヒミツの鼓動
作詞：IKU、作曲・編曲：mo2
4. 花曇り
作詞：IKU、作曲・編曲：wight
5. セラフィム
作詞：IKU、作曲・編曲：mo2
6. 光の詩
作詞・作曲：IKU、編曲：mo2